# Ghofrane Lahmedi
Ghofrane Lahmedi (* 8. Januar 2006) ist eine tunesische Leichtathletin, die sich auf den Diskuswurf spezialisiert hat und auch im Kugelstoßen an den Start geht.

## Sportliche Laufbahn
Erste internationale Erfahrungen sammelte Ghofrane Lahmedi im Jahr 2023, als sie bei den U18-Afrikameisterschaften in Ndola mit 33,91 m die Silbermedaille im Diskuswurf gewann und sich im Kugelstoßen mit 13,58 m die Bronzemedaille sicherte. Anschließend siegte sie bei den Arabischen U18-Meisterschaften in Salala mit 38,46 m im Diskuswurf und gewann im Kugelstoßen mit 13,35 m die Silbermedaille. Im Jahr darauf siegte sie bei den Arabischen U20-Meisterschaften in Ismailia mit 48,07 m im Diskuswurf und gewann mit der Kugel mit 13,16 m die Bronzemedaille. Anschließend siegte sie bei den Arabischen U23-Meisterschaften ebendort mit 52,38 m mit dem Diskus und gewann im Kugelstoßen mit 13,39 m die Bronzemedaille. Daraufhin verpasste sie bei den U20-Weltmeisterschaften in Lima mit 48,85 m den Finaleinzug im Diskusbewerb. 2025 gewann sie bei den Arabischen Meisterschaften in Oran mit 47,85 m die Silbermedaille mit dem Diskus hinter der Libyerin Salem Rijaj Essayah und sicherte sich im Kugelstoßen mit 13,25 m die Bronzemedaille hinter ihrer Landsfrau Nada Chroudi und Yomna Mohamed Ahmed Mohamed aus Ägypten.
2024 wurde Lahmedi tunesische Meisterin im Diskuswurf.

## Persönliche Bestzeiten
- Kugelstoßen: 13,40 m, 3. März 2024 in Radès
- Diskuswurf: 52,38 m, 6. Juli 2024 in Ismailia (tunesischer U20-Rekord)